# Єжи Фредро
Єжи Богуслав Фредро з Плешевичів гербу Бонча (12 квітня 1651 — після 1710) — польський шляхтич, військовик, урядник Республіки Обох Націй (Речі Посполитої).

## Біографія
Найстарший син батька — Анджея Максиміліана Фредра; мати — дружина батька Катажина Ґідзіньська з Ґідна г. Правдич, дочка коронного ловчого.
Отримав домашню освіту у Львові. З 1667 року почав навчання у Краківській академії згідно інструкції батька, під наглядом ксьондза Брюкнера. 1667 року став членом студентського релігійного братства Матері Божої. Отримав високу літературну підготовку, любив книги. Батько сприяв йому в житті, брав на засідання сеймів, сеймиків. Разом з батьком як посол Руського воєводства підписав вибори королями Міхала Вишневецького, Яна ІІІ; сам — вибір Авґуста ІІ.
Ловчий великий коронний з 1674 року, львівський каштелян з 1684 року після Марціна Контського. 1675 року був ротмістром Перемиської землі, за це отримав 10000 злотих. 1702 року подав у відставку з посади сенатора на користь брата Станіслава Юзефа, присвятив себе духовному стану. Ймовірно, цьому сприяли невдалі зашлюбини та розлучення (по два рази).
Був релігійним, побожним; у 1689 разом з мамою, братом Станіславом Юзефом зробив запис для Кальварії Пацлавської.
1710 року записався навчатися в Падуанському університеті (записаний львівським каштеляном).

### Сім'я
Дружини — Зузанна Карчевська, Теофіля Горайська